# Josef Strobl
Josef Strobl detto Pepi (3 marzo 1974) è un ex sciatore alpino austriaco naturalizzato sloveno nel 2004.

## Biografia

### Stagioni 1992-1996
Strobl, originario di Holzgau, debuttò in campo internazionale ai Mondiali juniores di Maribor 1992, dove vinse la medaglia d'argento sia nella discesa libera, sia nel supergigante. L'anno dopo, nella rassegna iridata giovanile di Montecampione/Colere, incrementò il suo palmarès aggiudicandosi la medaglia d'oro nello slalom gigante, quella d'argento nella discesa libera e quella di bronzo nel supergigante e nella combinata.
Il 27 marzo 1993 ottenne il primo piazzamento di rilievo in Coppa del Mondo (17º nello slalom gigante di Åre), mentre il 1º settembre 1994 colse il suo primo podio in Coppa Europa (3º nel supergigante di Sankt Moritz). Nella stessa stagione, il 16 dicembre, fu protagonista di una clamorosa vittoria nella discesa libera di Coppa del Mondo disputata a Val-d'Isere: partito con il pettorale numero 61, scalzò il francese Luc Alphand e il connazionale Günther Mader che al momento della sua discesa si trovavano al primo e al secondo posto. Fu quello il primo successo, nonché primo podio, di Strobl nel massimo circuito internazionale.

### Stagioni 1997-2006
Ai Mondiali di Sestriere 1997, sua prima presenza iridata, fu 5º nel supergigante e non concluse la discesa libera. In quella stagione in Coppa del Mondo chiuse al 3º posto nella classifica generale e al 2º in quella di supergigante (a 18 punti dal vincitore Alphand), dopo aver conquistato 5 podi, con 2 vittorie. Il 12 febbraio 2000 ottenne a Sankt Anton am Arlberg la sua ultima vittoria in Coppa del Mondo, in supergigante; anche in quella stagione fu 3º nella classifica generale e inoltre si classificò al 3º in quella di discesa libera, anche in questo caso con 5 podi complessivi e 2 vittorie (oltre a quella di Sankt Anton am Arlberg, anche quella nella classica discesa libera disputata sulla Lauberhorn di Wengen). Nella stagione seguente prese parte per l'ultima volta ai Campionati mondiali, disputatisi quell'anno nella medesima località dove aveva vinto la sua ultima gara di Coppa del Mondo, e si piazzò 7º nel supergigante.
Il 21 dicembre 2002 ottenne sulla Saslong della Val Gardena il suo ultimo podio in Coppa del Mondo (3º in discesa libera), mentre il 28 gennaio 2004 a Tarvisio vinse la sua ultima gara in Coppa Europa, ancora una discesa libera. L'11 marzo successivo, in Sierra Nevada, ottenne in supergigante il suo ultimo podio nel circuito continentale (2º). Si congedò dal Circo bianco in occasione della supercombinata di Coppa del Mondo disputata a Chamonix il 3 febbraio 2006, senza concluderla; durante le sue ultime due stagioni agonistiche aveva gareggiato per la nazionale slovena.

## Bilancio della carriera
Specialista delle prove veloci, fu uno dei componenti della forte squadra austriaca che dominò la Coppa del Mondo sia negli anni novanta sia nei primi anni del decennio successivo. Pur non riuscendo a eguagliare in vittorie i compagni di squadra, in primis Hermann Maier e Stephan Eberharter, conquistò comunque sette successi in Coppa del Mondo: tre in discesa libera, due in supergigante, uno in slalom gigante e uno in slalom parallelo. Non ottenne invece medaglie in occasione dei Campionati mondiali disputati, mentre non prese mai parte a Giochi olimpici invernali.

## Palmarès

### Mondiali juniores
- 6 medaglie:
  - 1 oro (slalom gigante a Montecampione/Colere 1993)
  - 3 argenti (discesa libera, supergigante a Maribor 1992; discesa libera a Montecampione/Colere 1993)
  - 2 bronzi (supergigante, combinata a Montecampione/Colere 1993)

### Coppa del Mondo
- Miglior piazzamento in classifica generale: 3º nel 1997 e nel 2000
- 22 podi (12 in discesa libera, 8 in supergigante, 1 in slalom gigante, 1 in slalom parallelo):
  - 7 vittorie (3 in discesa libera, 2 in supergigante, 1 in slalom gigante, 1 in slalom parallelo)
  - 7 secondi posti
  - 8 terzi posti

#### Coppa del Mondo - vittorie
| Data             | Località               | Paese       | Specialità |
| ---------------- | ---------------------- | ----------- | ---------- |
| 16 dicembre 1994 | Val-d'Isère            | Francia     | DH         |
| 25 novembre 1996 | Park City              | Stati Uniti | GS         |
| 2 marzo 1997     | Kvitfjell              | Norvegia    | SG         |
| 24 ottobre 1997  | Tignes                 | Francia     | PR         |
| 13 marzo 1998    | Crans-Montana          | Svizzera    | DH         |
| 15 gennaio 2000  | Wengen                 | Svizzera    | DH         |
| 12 febbraio 2000 | Sankt Anton am Arlberg | Austria     | SG         |

Legenda:

DH = discesa libera

SG = supergigante

GS = slalom gigante

PR = slalom parallelo

### Coppa Europa
- 5 podi (dati parziali, dalla stagione 1994-1995):
  - 1 vittoria
  - 2 secondi posti
  - 2 terzi posti

#### Coppa Europa - vittorie
| Data            | Località | Paese  | Specialità |
| --------------- | -------- | ------ | ---------- |
| 28 gennaio 2004 | Tarvisio | Italia | DH         |

Legenda:

DH = discesa libera

### Campionati austriaci
- 7 medaglie[2]:
  - 3 ori (discesa libera nel 1997; discesa libera nel 1998; supergigante nel 2001)
  - 2 argenti (combinata nel 1996; supergigante nel 1998)
  - 2 bronzi (discesa libera nel 1993; supergigante nel 1997)